# Pallada (Schiff, 1989)

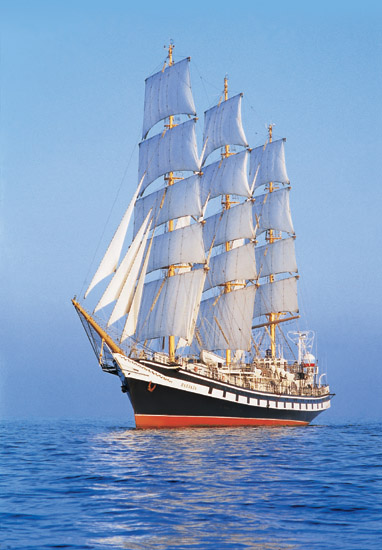
Die Pallada

Das Vollschiff Pallada (russisch Паллада) ist ein russisches Segelschulschiff mit dem Heimathafen Wladiwostok.
Es wurde 1989 als fünftes Schiff einer Serie von Schwesterschiffen auf der polnischen Lenin-Werft in Danzig nach Plänen des polnischen Segelschiffkonstrukteurs Zygmunt Choreń erbaut.
Die Pallada ist im Eigentum der Fernöstlichen Staatlichen Technischen Universität für Fischerei (Dalryba) in Wladiwostok.
Im Guinness-Buch der Rekorde ist die Pallada als schnellstes Segelschiff der Welt verzeichnet. Am 30. Juli 2007 lief sie mit 18,7 Knoten während eines tropischen Taifuns durch die Formosastraße ins Ostchinesische Meer.
Die Pallada gehört mit ihren Abmessungen (Länge über alles = 108,6 m) zu den größten Segelschiffen der Welt und bekam ihren Namen nach der griechischen Göttin „Pallas Athene“.

## Schwesterschiffe
Die auf der Danziger Werft gebauten Schwesterschiffe der Pallada sind Dar Młodzieży, Khersones, Druschba, Mir und Nadeschda.